# Хан (Немачка)
Хан (њем. Haan) град је у њемачкој савезној држави Северна Рајна-Вестфалија. Једно је од 10 општинских средишта округа Метман. Према процјени из 2010. у граду је живјело 29.149 становника. Посједује регионалну шифру (AGS) 5158008, NUTS (DEA1C) и LOCODE (DE HAA) код.

## Географски и демографски подаци
Хан се налази у савезној држави Северна Рајна-Вестфалија у округу Метман. Град се налази на надморској висини од 72–213 метара. Површина општине износи 24,2 km². У самом граду је, према процјени из 2010. године, живјело 29.149 становника. Просјечна густина становништва износи 1.204 становника/km².

## Међународна сарадња
| Мјесто         | Држава               | Врста сарадње | Од    |
| -------------- | -------------------- | ------------- | ----- |
|                | Пољска               | партнерство   | 2004. |
| Берик на Твиду | Уједињено Краљевство | партнерство   | 1982. |
| Еуропијум      | Француска            | партнерство   | 1967. |
| Извор          |                      |               |       |